# Aleksei Nikolàievitx Tolstoi
|  | No s'ha de confondre amb Aleksei Konstantínovitx Tolstoi. |

Aleksei Nikolàievitx Tolstoi (rus: Алексе́й Никола́евич Толсто́й)  (Pugatxov, 29 de desembre de 1882 (Julià) - Moscou, 23 de febrer de 1945), rus: Алексе́й Никола́евич Толсто́й, fou un escriptor i personatge públic rus i soviètic de la família Tolstoi. Autor de novel·les socio-psicològiques, històriques i de ciència-ficció, povesti i treballs periodístics. Guanyador de tres premis Stalin de primer grau (1941, 1943; 1945 - pòstum).

## Biografia

### Llinatge
Aleksei era fill del comte Nikolai Aleksàndrovitx Tolstoi (1849–1900), parent llunyà de l'escriptor Lev Tolstoi, i de l'escriptora Aleksandra Leóntievna Turguéneva (1854–1906), però alguns biògrafs n'atribueixen la paternitat al seu padrastre no oficial: Aleksei Apol·lónovitx Bostrom (1852-1921). La seva mare era neboda del decabrista Nikolai Turguénev i parenta del reconegut escriptor Ivan Turguénev. En el moment del naixement d'A. N. Tolstoi, Aleksandra va deixar el seu marit per Aleksei Bostrom, amb qui no es podia casar oficialment a causa d'una prohibició del consistori espiritual.Segons l'autor i historiador Nikolai Tolstoy, també parent llunyà seu:
| « | Les circumstàncies del naixement d’Aleksei Tolstoi són paral·leles a les d’un altre parent, Aleksei Konstantínovitx Tolstoi, el gran poeta líric de qui va rebre el seu nom. El seu pare havia estat un llibertí, un endimoniat oficial de cavalleria, els excessos del qual foren considerats intolerables fins i tot pels seus companys hússars. Va haver de deixar el seu regiment i ambdues capitals i es va retirar a una finca a Samara. Allà va conèixer i es va casar amb Aleksandra Leóntievna Turguénev, una noia espavilada i de bona família, però amb recursos migrats. Li va donar dos fills, Aleksandr i Mstislav, i una filla Ielizabeta. Però la sang salvatge dels Tolstoi no li permetia d'establir-se en una harmonia domèstica preexistent. Al cap d’un any, l’hússar retirat havia estat exiliat a Kostromà per haver insultat el governador de Samara. Quan finalment es van moure els fils corresponents per organitzar el seu retorn, va celebrar-ho provocant un duel amb un altre noble. Aleksandra es va enamorar d'Aleksei Apol·lónovitx Bostrom. El maig de 1882, embarassada de dos mesos del seu quart fill, va fugir als braços del seu amant. El comte va amenaçar Bostrom amb un revòlver, però va ser exculpat pels tribunals. El tribunal eclesiàstic, en concedir el divorci, va dictaminar que mai no s'hauria de permetre a la dona culpable de tornar a casar-se. Per mantenir el nadó que esperava, Aleksandra es va veure obligada a afirmar que era fill de Bostrom. Ostracitzada per la societat i fins i tot, durant alguns anys, pels seus propis pares, va marxar amb el seu amant a Nikolàievsk, on ell va ocupar un modest càrrec governamental. | » |

En el mateix sentit, Roman Gul afirma, a les seves memòries, que A. N. Tolstoi no era fill biològic del comte Nikolai Tolstoi (en referència a altres fills indiscutibles del comte).
Fins als 17 anys, Aleksei Tolstoi dugué el cognom del seu padrastre: Bostrom. Durant diversos anys, la seva mare va intentar que Nikolai Tolstoi reconegués el seu fill com a legítim, però el jove va rebre el cognom i el títol del seu pare només després de la mort del comte, el 1901.

### Educació
Els anys de la infància del futur escriptor es van passar a la petita finca del seu padrastre, a la granja Sosnovka, no gaire lluny de Samara. Com amb tants nens russos en aquella època, el petit Aleksei va començar la seva primera educació a casa. Tenia un tutor no gaire estricte. La seva mare li va ensenyar a llegir i escriure i el seu padrastre li llegia, en veu alta a les nits, escrits de Lev Tolstoi i Ivan Turguénev (amb tots dos Aleksei hi estava emparentat a través dels seus pares).
El 1897-1898 va viure amb la seva mare a la ciutat de Sízran, on va estudiar en una realschule. El 1898 es va traslladar a Samara. Allà va estudiar física, química, enginyeria i altres assignatures més pràctiques del que hauria après si hagués assistit al gymnasium aristocràtic. Després de graduar-se el 1901, es va traslladar a Sant Petersburg per continuar la seva formació. Va ingressar al Departament de Mecànica de l'Institut de Tecnologia de Sant Petersburg.Durant aquest temps va començar a escriure poesia a l'estil de Nekràssov i Nadson. El 1907, poc abans de graduar-se, va abandonar els estudis per dedicar-se completament a la literatura. El 1908 va publicar el seu primer recull de poemes sota el títol "Més enllà dels rius blaus", rus: За синими реками Za sínimi rékami. Les seves primeres obres en prosa, escrites a l'estil del neorrealisme, el relat "Una setmana a Turguénev", rus: Неделя в Тургеневе Nedélia v Turguéneve i les novel·les "Els excèntrics", rus: Чудаки Txudaki i "El príncep coix", rus: Хромой барин Khromoi barin, van rebre opinions positives per part de la crítica. Molts dels seus contemporanis van parlar bé de l'obra de l'escriptor: Maksim Gorki, Maksimilian Voloixin, fins i tot el famós escèptic Ivan Bunin. Però el mateix autor no estava satisfet amb la seva obra:
| « | Vaig decidir que era escriptor. Però jo era un ignorant i un aficionat. No coneixia ni la llengua russa, ni la literatura, ni la filosofia ni la història. No coneixia les meves pròpies possibilitats, no sabia observar la vida. Per justificar-me, he de dir que entenia tot això i que tenia un pressentiment d’allò que m’amenaçava. | » |

### Primera Guerra Mundial
Quan va esclatar la Primera Guerra Mundial, Tolstoi fou declarat exempt del servei militar per problemes de salut, i fou enviat al front com a corresponsal de guerra del diari Rússkie vedomosti. El 1916 va visitar Anglaterra i França, i va escriure històries i esbossos sobre la guerra ("L'oreneta", rus: Касатка Kassatka, "La bella dama", rus: Прекрасная дама Prekràsnaia dama, "A la muntanya", rus: На горе Na gore), però també va començar a escriure comèdies per al teatre.

### Emigració
Va donar la benvinguda a la Revolució de Febrer, però no va acceptar la Revolució d’Octubre. A la tardor de 1918 A.N. Tolstoi i la seva família van marxar a Odessa, d'allà a Constantinoble i després a París. D’allà es va traslladar a Berlín el 1921.L'escriptor Ivan Bunin, que també s'havia exiliat a París, el va acusar d’haver fugit dels seus creditors a Berlín.
Durant la guerra civil va treballar al departament de propaganda de l'Exèrcit Blanc sota el comandament del general Anton Denikin. A més de fulletons contra el comunisme, hi va escriure una de les seves obres més famoses, la novel·la autobiogràfica "La infància de Nikita", rus: Детство Никиты Destvo Nikiti (publicada el 1922). En ella, Tolstoi explicava la seva vida a la finca del seu padrastre i la mateixa mare de l'escriptor es convertia en el prototip de la mare del protagonista.
A Berlín, Tolstoi es va unir al moviment Smenovékhovstvo, un grup d'emigrats russos disposats a acceptar el govern bolxevic. Al diari prosoviètic finançat per Moscou Nakanune, rus: Накануне ("El dia abans"), amb seu a Berlín, va publicar una carta sobre la necessitat de reconèixer el nou lideratge al Kremlin. Allà es va rebre amb entusiasme la carta que va conduir al seu trencament amb l'emigració russa. Tanmateix, aquesta carta va ser durament criticada pels emigrants. La poetessa Marina Tsvetàieva va acusar Tolstoi de fer els ulls grossos al terror de la policia secreta soviètica (GPU).Vladímir Nabókov, amb el pare del qual Tolstoi era amic, va trencar el contacte amb ell.

### A la Unió Soviètica
Al maig de 1923, Tolstoi va fer un curt viatge a Rússia, on va rebre una inesperada i càlida benvinguda i, posteriorment, va tornar a la seva terra per sempre. En primer lloc, es va dedicar al gènere de la ciència-ficció. Les novel·les "Aelita", rus: Аэлита (1923) i "L'hiperboloide de l'enginyer Garin", rus: Гиперболоид инженера Гарина Guiperboloid ingenera Gàrina (1927), influenciades per H.G. Wells, daten d’aquest període. A les novel·les "Divendres negre", rus: Чёрная пятница Txórnaia piàtnitsa i "Or negre", rus: Чёрное золото Txornoie zóloto,passava comptes amb els seus compatriotes a l'emigració.
La trilogia "El camí dels turments", rus: Хождение по мукам Khojdénie po múkam. en què es dibuixa un panorama de la societat russa abans, durant i després de la revolució amb l'exemple d'una família intel·lectual, fou revisada repetidament segons els requisits ideològics de l'època. L’última versió complia els criteris del realisme socialista, igual que la novel·la "Pa", rus: Хлеб Khleb (1937), en què contribuïa a la falsificació de la història i a la creació de llegendes per a glorificar el paper de Stalin en la guerra civil durant la defensa de la ciutat de Tsaritsin el 1918.
La novel·la "Pere I", rus: Пётр Первый Piotr Pervi (1929-1945, incompleta), en què fa un quadre ampli de la societat russa de l’època de Pere el Gran, no és tan clarament tendenciosa. Tolstoi va rebre el premi Stalin el 1941 pels dos primers volums de l'obra, així com el 1943 per la trilogia "El camí dels turments".
El 1934 va participar en la preparació i realització del Primer Congrés de d'Escriptors Soviètics, en el qual va fer una presentació sobre dramatúrgia. Després de la mort de Maksim Gorki el 1936, Tolstoi va dirigir la Unió d'Escriptors fins al 1938, i es convertí en una figura cabdal de la literatura oficial soviètica. Com a membre de la junta de la Unió d'Escriptors, va participar en la persecució de l'escriptor Leonid Dobitxin, un fet que podria haver provocat el suïcidi d'aquest.
A causa de la seva lleialtat cap al lideratge soviètic, va rebre el sobrenom de "Comte Roig", rus: Красный граф Krasni graf. Va ser elegit membre del Soviet Suprem, va rebre crèdits il·limitats del banc estatal i es va traslladar a una casa pairal prop de Moscou. La va omplir de mobles antics i objectes d'art, que va obtenir a preus simbòlics de les propietats expropiades a l'antiga classe dirigent. També tenia personal de servei a la seva disposició.
Durant les purgues de Stalin, Tolstoi va signar crides per a l'execució dels acusats, als quals anomenava "traïdors i espies". També va seure entre els espectadors als "judicis farsa".
Durant la Segona Guerra Mundial va formar part de la "llista especial de persones buscades de l'URSS" de la Gestapo, que incloïa un total de 5.256 noms, inclosos Stalin i els altres membres del Politburó. Durant la guerra, Tolstoi va escriure textos i consignes per a la formació militar. Però, en contrast amb altres escriptors, es va allunyar del front, es va mudar a una confortable casa a Taixkent, càlida i ben proveïda. Allà va rebre la visita de l'escriptor polonès Józef Czapski, que, en nom del govern polonès a l'exili, buscava oficials de les forces armades poloneses que s'havien perdut en captivitat i li va demanar ajuda en la recerca. Tanmateix, fins ara no hi ha hagut evidència que Tolstoi complís aquesta promesa.
El 17 de juny de 1941 va adreçar una carta a Stalin, en la qual s'interessava per la possibilitat que Bunin tornés a la seva terra natal, a més de proporcionar-li ajuda material:
| « | Estimat Ióssif Vissariónovitx, us escric amb una qüestió important que preocupa molts escriptors soviètics. Podria respondre a la postal de Bunin, donant-li l'esperança que el seu retorn a la seva terra natal és possible? Si això és impossible, el govern soviètic podria proporcionar-li ajuda material? Amb profund respecte i amor, Aleksei Tolstoi | » |

El gener de 1944 fou membre de la "Comissió Estatal Extraordinària per a l'establiment i la investigació de les atrocitats dels invasors feixistes alemanys" i d'una comissió dirigida pel metge forense Nikolai Burdenko, que suposadament havia d'investigar les fosses comunes de Katyn. Tolstoi va ser un dels signants de l'informe de la comissió Burdenko, segons el qual els "feixistes alemanys" havien assassinat els presoners de guerra polonesos. Els historiadors literaris russos també veuen la seva participació com una prova: poc abans, Stalin havia criticat la seva novel·la "Pere I" i la primera versió del seu drama "Ivan el Terrible". Per tant, s'esperava que Tolstoi fes la seva part per convèncer els periodistes occidentals que van acudir a la presentació de la Comissió Burdenko de la correcció de la versió soviètica.El seu net Ivan Tolstoi, historiador literari i editor de Radio Liberty a Praga, va anunciar en un article el 2014 que el seu avi havia expressat grans dubtes al seu fill sobre l'informe de la Comissió Burdenko sota el segell de secret; més aviat, ell i altres membres de la comissió estaven plenament convençuts de l'autoria de l'NKVD.
A. N. Tolstoi va morir el 23 de febrer de 1945, als 63 anys, a causa d'un càncer de pulmó. El 24 de febrer, el cos va ser incinerat. El comiat va tenir lloc el 26 de febrer al Petit Saló de la Casa dels Sindicats. Després, l'urna amb les cendres va ser enterrada al cementiri de Novodévitxi. Pòstumament va rebre el tercer premi Stalin el 1946 pel drama "Ivan el Terrible". El primer esborrany, tanmateix, havia estat criticat amb força abans pel departament de cultura del Comitè Central: el tsar es presentava com una persona vacil·lant. Per tant, Tolstoi va tornar a escriure el text.

## Obres (selecció)
Novel·les
- Els excèntrics, 1910 (Чудаки)
- El príncep coix, 1912 (Хромой барин)
- Aelita, 1923
- Aventures de Nevzorov, o Íbikus, 1924 (Похождения Невзорова, или Ибикус)
- L'hiperboloide de l'enginyer Garin, 1927 (Гиперболоид инженера Гарина),
- Or negre, 1931 (Чёрное золото),[14]
- El camí dels turments, 1922-1941, trilogia (Хождение по мукам)
- Pere I, 1945 (Петр Первый)

Novel·les curtes
- La infància de Nikita, 1922 (Детство Никиты)
- L'escurçó, 1928 (Гадюка)
- Caràcter rus, 1944 (Русский характер)
- Ivan el Terrible, 1942-1943 (Иван Грозный)

Teatre
- L'oreneta, 1916 (Касатка)

Contes
- Els contes d'Ivan Sudariov, 1942-1944 (Рассказы Ивана Сударева)

## Memòria
El cràter de Mart Alexey Tolstoy i l'asteroide (3771) Alexejtolstoj duen el nom de l'escriptor.